# Hexatoma gifuensis
Hexatoma gifuensis là một loài ruồi trong họ Limoniidae. Chúng phân bố ở miền Cổ bắc.